# In-N-Out Burger
In-N-Out Burger (дословно — «Бургер в заведении и с собой») — это американская региональная сеть ресторанов быстрого питания, расположенная в основном в Калифорнии и в меньшей степени на Юго-Западе от Орегона до Техаса.
Она была основана 22 октября 1948 года в Болдуин-Парке, Калифорния супружеской парой Гарри и Эстер Снайдер. Штаб-квартира компании на сегодня находится в городе Ирвайн, Калифорния. Владельцем сети является Линси Снайдер, единственная внучка оригинальных учредителей.

## Продукция

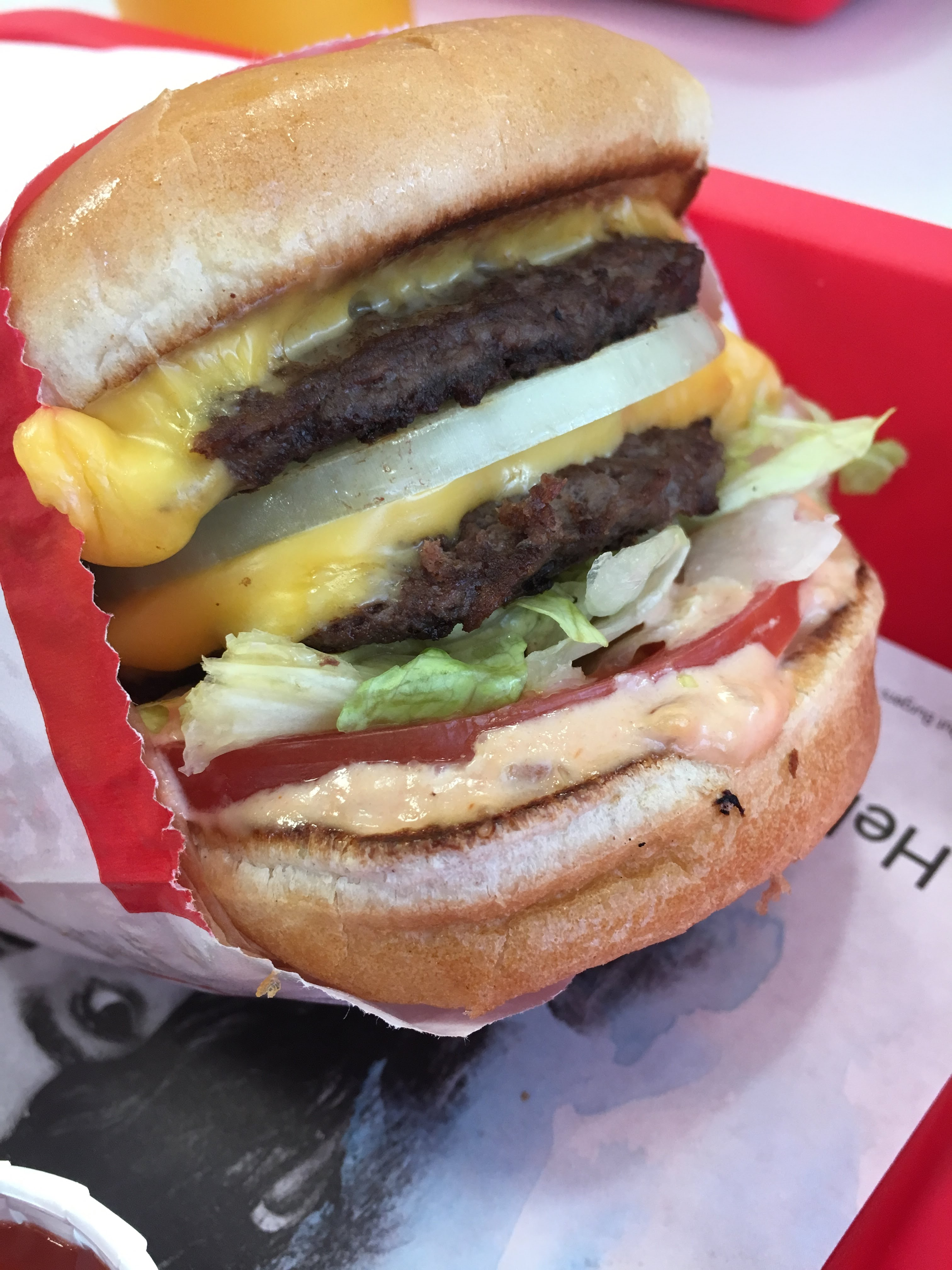
Бургер «Дабл-дабл»

Меню In-N-Out состоит из трёх видов бургеров: гамбургер, чизбургер и «Дабл-дабл» (две котлеты и два ломтика сыра). К ним предлагаются картофель фри и безалкогольные газированные напитки, а также молочные коктейли трёх вкусов. К гамбургерам прилагаются салат-латук, помидоры, лук или без лука (спрашивают при заказе, можно взять свежий или жареный), а также соус, который называется «спред» (вариант заправки «Тысяча островов»).
Однако есть и дополнительные наименования, которых нет в меню, но которые доступны в каждом In-N-Out. Эти варианты находятся в «секретном меню» сети, хотя меню доступно на сайте компании. К ним относятся 3×3 (три котлеты и три ломтика сыра), 4×4 (четыре котлеты и четыре ломтика сыра), неаполитанские молочные коктейли, сэндвич с сыром на гриле (состоит из тех же ингредиентов, что и бургеры, кроме мяса, плюс два ломтика плавленого сыра), «Протеин» (обёртка с салатом; состоит из тех же ингредиентов, что и бургеры, кроме булочки) и «Звериный стиль» (готовится в тонком слое горчицы, добавляются приправы, включая солёные огурцы, жареный лук и дополнительный спред). Картофель фри «Звериный стиль» подаётся с двумя ломтиками плавленого сыра, спредом и жареным луком сверху. По желанию можно заказать целые или нарезанные перцы чили. И «Протеин», и «Звериный стиль» — фирменные блюда, которые компания запатентовала из-за их связи с сетью.
До 2005 года в In-N-Out можно было заказать бургер любого размера, добавив за дополнительную плату котлеты и ломтики сыра. Особенно известный случай, связанный с 100×100 (100 котлет, 100 ломтиков сыра), произошёл в 2004 году. После того как об этом огромном сэндвиче стало известно, руководство In-N-Out запретило заказывать бургеры размером больше 4×4. Можно также заказать так называемый «Летучий голландец», который состоит из двух котлет и двух ломтиков сыра (без булочки, приправ и овощей).
В январе 2018 года в In-N-Out появился горячий шоколад с зефиром — первое дополнение к меню за последние пятнадцать лет. Однако это не первое появление в меню: ранее его подавали в ресторанах в первые годы их существования в 1950-х годах. Какао-порошок поставляется компанией Ghirardelli Chocolate Company.